# Sillogismo ipotetico
Nella logica classica, il sillogismo ipotetico è una forma logica valida che possiede una istruzione condizionale in una o in entrambe le sue premesse. Esempio:
Se io non mi sveglio, quindi non posso andare a lavorare.
Se non posso andare a lavorare, io non vengo pagato.
Pertanto, se non mi sveglio, allora io non vengo pagato.
Nella logica proposizionale, il sillogismo ipotetico è una valida regola di inferenza (spesso abbreviato HS, e a volte chiamato anche l'argomento della catena, regola della catena, o il principio di transitività della implicazione). Il sillogismo ipotetico è una delle regole in logica classica che non è sempre accettata in certi sistemi di logica non classica. La regola può essere indicata come segue:
{\displaystyle {\frac {P\to Q,Q\to R}{\therefore P\to R}}}
dove la regola è che ogni volta che le istanze di "{\displaystyle P\to Q}", e "{\displaystyle Q\to R}" sono nella parte superiore della linea, relativa alla dimostrazione, e {\displaystyle P\to R}" viene scritto nella parte inferiore.
Il sillogismo ipotetico è strettamente legato e simile al sillogismo disgiuntivo, che dà anch'esso origine a una regola di inferenza.

## Notazione formale
Il sillogismo ipotetico può essere scritto con la notazione del sequente:
{\displaystyle (P\to Q),(Q\to R)\vdash (P\to R)}, dove
{\displaystyle \vdash } è un simbolo metalogico indicante che {\displaystyle P\to R} è conseguenza sintattica di {\displaystyle P\to Q} e di {\displaystyle Q\to R} in qualche sistema formale,
e può anche essere espresso con una tautologia vero-funzionale, che è allo stesso tempo una legge (o teorema) della logica proposizionale:
{\displaystyle ((P\to Q)\land (Q\to R))\to (P\to R)}
dove {\displaystyle P}, {\displaystyle Q}, e {\displaystyle R} sono proposizioni espresse in un sistema formale scelto a piacere.
Dimostrazione:
| Step | Proposition            | Derivation                          |
| ---- | ---------------------- | ----------------------------------- |
| 1    | {\displaystyle P\to Q} | Dato                                |
| 2    | {\displaystyle Q\to R} | Dato                                |
| 3    | {\displaystyle P}      | Assunzione della prova condizionale |
| 4    | {\displaystyle Q}      | Modus ponens (1,3)                  |
| 5    | {\displaystyle R}      | Modus ponens (2,4)                  |
| 6    | {\displaystyle P\to R} | Prova condizionale (3-5)            |

## Applicabilità
La regola del sillogismo ipotetico vale nella logica classica, nella logica intuizionistica, nella maggior parte dei sistemi di logica di rilevanza e in molti altri sistemi di logica. Tuttavia, non vale in tutte le logiche, incluse, ad esempio, la logica non monotona, la logica probabilistica e la logica di default. La ragione di ciò è che queste logiche descrivono ragionamenti risolvibili e i condizionali che appaiono nei contesti del mondo reale in genere consentono eccezioni, ipotesi di default, condizioni ceteris paribus o semplicemente pura incertezza.
Un esempio, derivato da Ernest W. Adams:
1. Se Jones vince le elezioni, Smith si ritirerà dopo le elezioni.
2. Se Smith muore prima delle elezioni, Jones vincerà le elezioni.
3. Se Smith muore prima delle elezioni, Smith si ritirerà dopo le elezioni.

Chiaramente, la (3) non segue dalla (1) e dalla (2). La (1) è vera per impostazione predefinita, ma non regge nelle circostanze eccezionali in cui Smith muore. In pratica, i condizionali del mondo reale tendono sempre a coinvolgere presupposti o contesti predefiniti e potrebbe essere impossibile o addirittura impossibile specificare tutte le circostanze eccezionali in cui potrebbero non essere vere. Per ragioni simili, la regola del sillogismo ipotetico non vale per i condizionali controfattuali.

## Forme alternative
Una forma alternativa di sillogismo ipotetico, più utile nei sistemi di calcolo proposizionale classico, con l'implicazione e la negazione (senza il simbolo di congiunzione), è la seguente:
(HS1) {\displaystyle (Q\to R)\to ((P\to Q)\to (P\to R))}
Un'altra forma ancora è:
(HS2) {\displaystyle (P\to Q)\to ((Q\to R)\to (P\to R))}
Dimostrazione
Un esempio di dimostrazione di questi teoremi in tali sistemi è fornito di seguito. Si utilizzano due dei tre assiomi del calcolo proposozionale descritti da Jan Łukasiewicz:
(A1) {\displaystyle \phi \to \left(\psi \to \phi \right)}
(A2) {\displaystyle \left(\phi \to \left(\psi \rightarrow \xi \right)\right)\to \left(\left(\phi \to \psi \right)\to \left(\phi \to \xi \right)\right)}
La dimostrazione è la seguente:
(1) {\displaystyle ((p\to (q\to r))\to ((p\to q)\to (p\to r)))\to ((q\to r)\to ((p\to (q\to r))\to ((p\to q)\to (p\to r))))}       (istanziazione di (A1))
(2) {\displaystyle (p\to (q\to r))\to ((p\to q)\to (p\to r))}       (istanziazione di (A2))
(3) {\displaystyle (q\to r)\to ((p\to (q\to r))\to ((p\to q)\to (p\to r)))}       (dalla (1) e dalla (2) mediante modus ponens)
(4) {\displaystyle ((q\to r)\to ((p\to (q\to r))\to ((p\to q)\to (p\to r))))\to (((q\to r)\to (p\to (q\to r)))\to ((q\to r)\to ((p\to q)\to (p\to r))))}       (istanza di (A2))
(5) {\displaystyle ((q\to r)\to (p\to (q\to r)))\to ((q\to r)\to ((p\to q)\to (p\to r)))}        (dalla (3) e dalla (4) mediante modus ponens)
(6) {\displaystyle (q\to r)\to (p\to (q\to r))}       (istanza di (A1))
(7) {\displaystyle (q\to r)\to ((p\to q)\to (p\to r))} (dalla (5) e dalla (6) mediante modus ponens)

### Come un metateorema
In presenza di due teoremi  della forma {\displaystyle T_{1}=(Q\to R)} e {\displaystyle T_{2}=(P\to Q)}, si può dimostrare che {\displaystyle (P\to R)} mediante i seguenti passaggi:
(1) {\displaystyle (Q\to R)\to ((P\to Q)\to (P\to R)))}       (istanziazione del teorema dimostrato in precedenza)
(2) {\displaystyle Q\to R}       (istanziazione di (T1))
(3) {\displaystyle (P\to Q)\to (P\to R)}       (dalla (1) e dalla (2) mediante modus ponens)
(4) {\displaystyle P\to Q}       (istanziazione di (T2))
(5) {\displaystyle P\to R}       (dalla (3) e dalla (4) mediante modus ponens)